# La cabeza del cordero
La cabeza del cordero es un libro de relatos del escritor español Francisco Ayala publicado en 1949 en Buenos Aires por la editorial Losada. Las cuatro novelas cortas que lo componen –“El mensaje”, “El Tajo”, “El regreso” y “La cabeza del cordero”– tratan sobre la guerra civil española y sus consecuencias. En la edición de 1962 se añadió un quinto relato: “La vida por la opinión”.

## Génesis de los textos
Durante la etapa argentina de su exilio (1939-1950), Francisco Ayala escribe los cuatro textos que forman la primera edición de La cabeza del cordero. Dos de ellos, “El mensaje” y “El Tajo”, habían sido publicados un año antes en las revistas bonaerenses Sur y Realidad. Revista de Ideas, respectivamente. Los otros dos relatos son “El regreso” y “La cabeza del cordero”, que da título al libro. El volumen, con una tirada inicial de dos mil ejemplares, se abre con un “Proemio” en el que el autor repasa su trayectoria literaria hasta el momento y explica el tema y los motivos de las cuatro novelas cortas.
En 1962 la Compañía General Fabril Editora publica una nueva edición de La cabeza del cordero en la que se añade el relato “La vida por la opinión”, que ya había aparecido en las páginas de la revista argentina Ficción el año anterior. Esta edición está prologada por el hispanista Keith Ellis y lleva una nota de Ayala, fechada en agosto de 1961 en Nueva York, en la que explica la inclusión del nuevo texto: 

A propósito de ella, solo quiero ahora llamar la atención sobre el último relato, el titulado “La vida por la opinión”, que no figuraba antes en el libro y que ha venido a concluirlo. Escrito con posterioridad, este relato de tono cómico, aunque sea trágico su fondo, tiende a iluminar –siempre desde un ángulo más moral que político– el proceso de putrefacción a que, inevitablemente, están sometidos los frutos de la vida bajo el régimen del odio.

## Temática
El tema principal de este conjunto de novelas es la guerra civil española, “un acontecimiento no solo peninsular, sino universal por su alcance y consecuencias morales”, en palabras de Ayala. Precisamente el enfoque moral se sitúa en el centro de este libro, algo señalado por varios críticos de la obra ayaliana, como es el caso de Keith Ellis, para quien La cabeza del cordero se articula en torno al “desgarro emocional que dividió a los españoles”.
En cuanto al tratamiento del tema, Ayala se manifestó de la siguiente forma en una conversación con el crítico Andrés Amorós: 

Si yo he tratado literariamente de manera oblicua el tema de la guerra civil es para establecer de este modo la distancia necesaria a la objetivación artística, ya que los acontecimientos me quedaban demasiado próximos, emocional y temporalmente, para haber podido asumirlos y transfigurarlos en su enorme y dura inmediatez.

No obstante, a pesar de ese acercamiento oblicuo a la guerra civil, La cabeza del cordero fue el libro de Francisco Ayala que más problemas tuvo con la censura franquista. De hecho, la primera edición en España (la de Seix Barral de 1972) no pudo ponerse a la venta hasta febrero de 1974, 25 años después de su publicación en Argentina.

## Argumento de los relatos

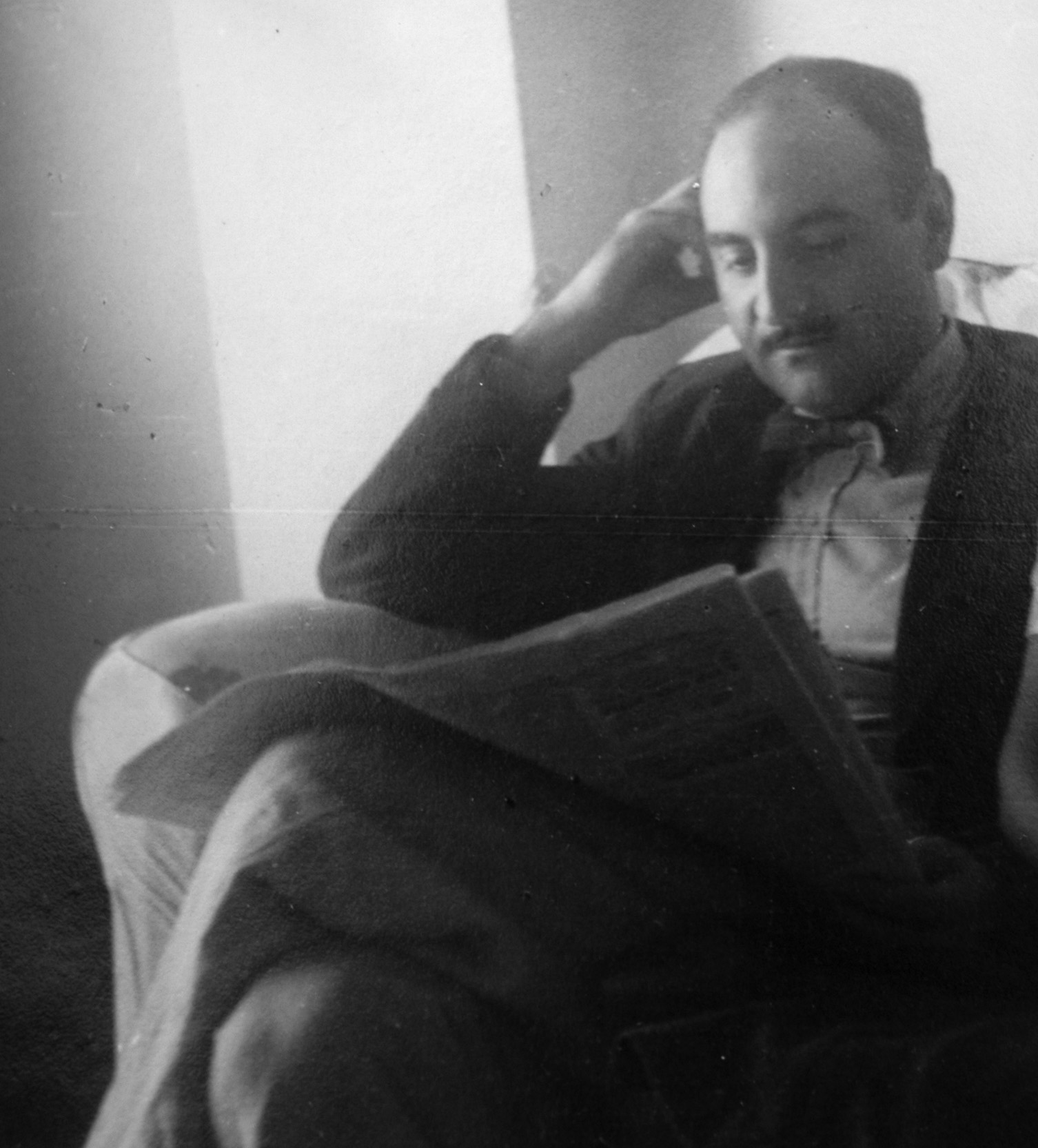
Francisco Ayala en su casa de Buenos Aires en 1948.

### El mensaje
Roque, un viajante de comercio, visita a su primo Severiano, quien le pide ayuda para descifrar un manuscrito.

### El Tajo
En el frente de Aragón el teniente Santolalla mata a un miliciano. Acabada la guerra, decide visitar a la familia del fallecido.

### El regreso
Años después del final de la guerra civil, un exiliado en Buenos Aires regresa a Galicia, donde descubre que durante la contienda había sido denunciado por un amigo.

### La cabeza del cordero
El comerciante José Torres se encuentra en Fez con unos parientes a los que desconocía, quienes lo invitan a cenar.

### La vida por la opinión
Un profesor sevillano pasa nueve años escondido en su casa por temor a las represalias por su pasado republicano. En este relato se trata por primera vez en la literatura española la figura del topo.

## Historia editorial
Tras las ediciones de 1949 y 1962, la siguiente publicación del libro fue dentro del volumen Obras narrativas completas (México, Aguilar, 1969). Un año antes, en 1968, se publicó en Nueva Jersey, por Prentice-Hall, una edición preparada por Keith Ellis para lectores norteamericanos (con notas, ejercicios, glosario y una nota específica del autor) que no reproducía “La vida por la opinión”. La editorial Seix Barral lanzó en 1972, en Barcelona, una nueva edición del libro en la que tampoco se recogía ese relato. En 1978 apareció una edición crítica a cargo de Rosario Hiriart, publicada por Cátedra en Letras Hispánicas, que reincorporaba “La vida por la opinión” al conjunto; la segunda edición de Seix Barral, de 1982, también lo recogía. Alianza Editorial publicó el libro en su serie El libro de bolsillo en 1983, con una advertencia preliminar del autor fechada en enero de ese año que desapareció en la posterior y definitiva edición, de 1998, en la Biblioteca Ayala de la misma editorial. Ha quedado recogido en el volumen I, Narrativa (2012), de las obras completas del autor publicadas por Galaxia Gutenberg / Círculo de Lectores. La última edición hasta el momento, que también incluye Los usurpadores, ha sido publicada por Alianza Editorial en 2020 dentro de la colección Biblioteca de autor de El libro de bolsillo.

### Listado de ediciones
- Buenos Aires, Losada, 1949.
- Buenos Aires, Compañía General Fabril Editora, 1962.
- New Jersey, Prentice-Hall, 1968.
- Barcelona, Seix Barral, 1972.
- Madrid, Cátedra (LH 83), 1978. Edición de Rosario Hiriart.
- Madrid, Espasa-Calpe, 1978. Edición en un volumen con Los usurpadores; prólogo de Andrés Amorós.
- Barcelona, Seix Barral, 1982.
- Madrid, Alianza (LB 982), 1983.
- Barcelona, Planeta, 1996.
- Madrid, Alianza (BA 0232), 1998.
- Barcelona, Bibliotex, 2001. Prólogo de Manuel Alvar.
- Barcelona, Círculo de Lectores, 2004. Prólogo de Juan Cruz.
- Madrid, Alianza (BA), 2020. Edición en un volumen con Los usurpadores. Epílogo de Carolyn Richmond.

## Recepción y crítica
Desde su aparición en 1949 diversos críticos literarios han publicado estudios sobre La cabeza del cordero. Entre ellos destacan Eduardo Mallea, Ricardo Gullón, Keith Ellis, Andrés Amorós, Estelle Irizarry, Rosario Hiriart y Manuel Alvar.